# Turbovna
Turbovna (v minulosti též dům zvaný U mydláře (německy Beim Seifensieder), U bílého koně nebo Na růžku) je historická usedlost ve městě Úterý v okrese Plzeň-sever v Plzeňském kraji. Původně se jednalo o statek, později zde byla výrobna mýdla, řeznictví a restaurace. Jako městský dům čp. 69 byl objekt zapsán do státního seznamu kulturních památek 20. února 1964, avšak status památky podle zdrojů z Památkového katalogu Národního památkového ústavu měl již před tímto datem. Dům, který stojí na severním rohu náměstí, je součástí městské památkové zóny Úterý, vyhlášené v roce 1992.

## Historie
Podle rozlehlosti a tvaru stavební parcely, která zahrnovala domy čp. 66 až 71 na rohu náměstí v Úterý se usuzuje, že původně tato velká parcela patřila jednomu majiteli, který zaujímal významnější postavení ve správě města či regionu. Později, zhruba v 18. století, velikost tohoto domovního bloku spolu se starými zprávami o těžbě zlata v okolí města zřejmě přispěla ke vzniku pověsti, že na tomto místě bývala úterská mincovna.

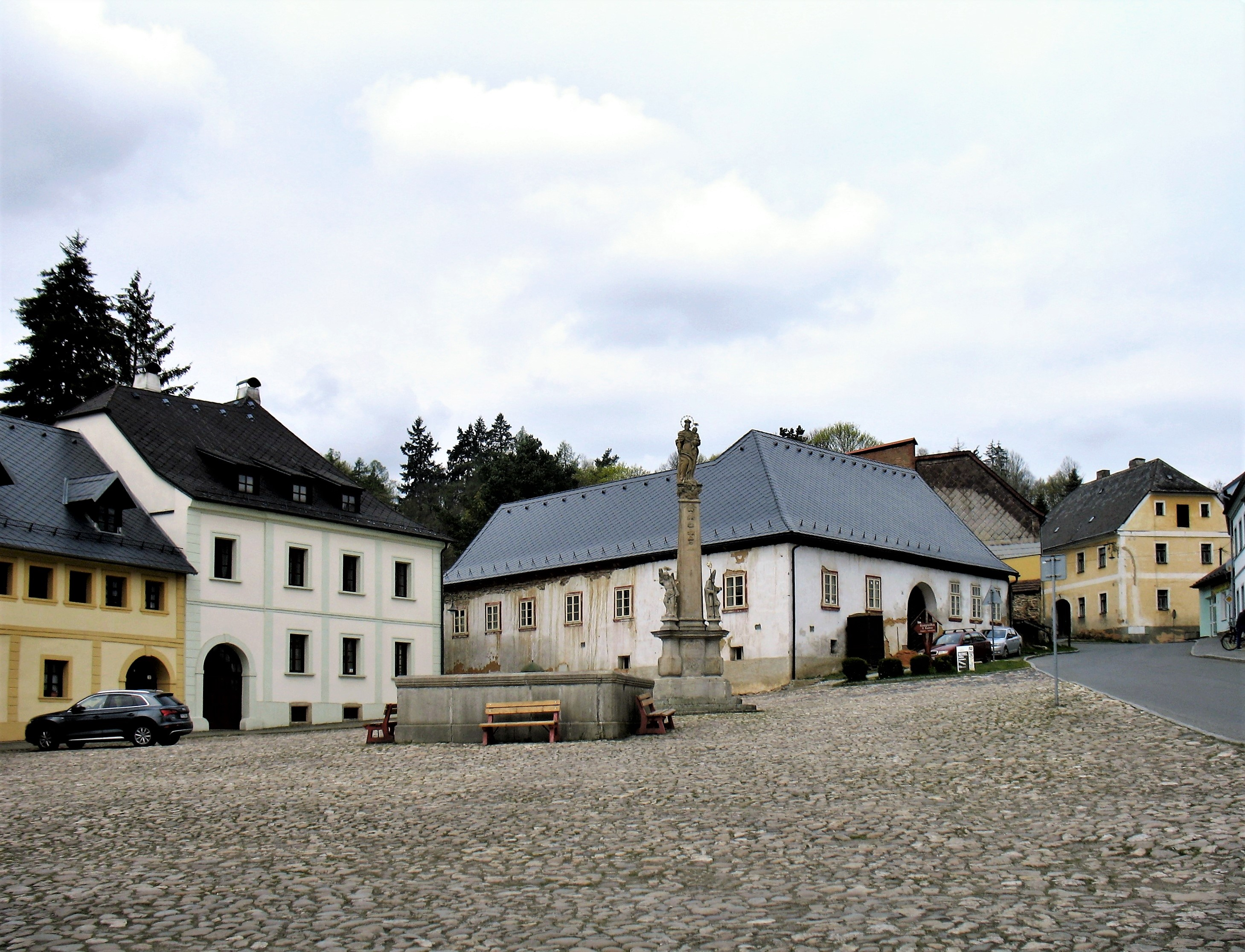
Náměstí s historickými domy, kašnou a mariánským sloupem (na snímku v pozadí uprostřed je Turbovna)

První historické zmínky o domě čp. 69 však pocházejí až z doby, kdy již oba krajní objekty, tj. domy č. 66 a 71, byly od něj odděleny. První písemná zmínka o domě čp. 69 je z roku 1613, kdy byl jeho majitelem Šimon Turner, který v letech 1611 až 1619 zastával úřad hejtmana tepelského klášterního panství. Jako radní ve městě Úterý je Šimon Turner však zmiňován již v roce 1586. Po smrti Šimona Turnera v roce 1635 převzal dům i funkci hejtmana tepelského panství jeho syn Kašpar, který byl posléze povýšen do šlechtického stavu a je uváděn jako Kaspar Turner von Turnheim. Kašpar Turner zemřel v roce 1659 a někdy v následujícím období, pravděpodobně až v roce 1666, dům získal vrchnostenský hejtman panství Bečov Gottfried Reitenberger, prapředek tepelského opata a zakladatele Mariánských Lázní Karla Kašpara Reitenbergera.
V roce 1671 dům s rozsáhlým hospodářstvím a polnostmi od Gottfrieda Reitenbergera odkoupil jeho syn, mydlářský mistr Gottfried Karl Reitenberger. Gottfried Karl Reitenberger byl významným měšťanem a po určitou dobu vykonával i úřad úterského purkmistra. Mydlářské řemeslo se v domě na rohu úterského náměstí dědilo po několik generací. Po smrti vnuka Gottfrieda Reitenbergera Antona se jeho vdova Anna Maria v roce 1716 provdala za mydláře Valentina Turbu původem ze vsi Stanoviště u Mariánských Lázní, který se stal spolumajitelem hospodářství v Úterý. Po otcově smrti dům i s hospodářstvím a mydlářským náčiním od matky odkoupil syn Josef. Posledním mydlářem v domě čp. 69 (tehdy č. 62) byl Josefův syn Fidel. Při zavedení domovního číslování v roce 1771 dostal dům číslo 62, které v roce 1864 bylo změněno na čp. 69. Tradice výroby mýdla byla ukončena v roce 1828, kdy dům převzal Fidelův syn Franz, který byl vyučený řezník a který kromě  zemědělství začal v centru Úterý provozovat řeznictví a hostinec. Franzův syn Adolf Turba byl rovněž zemědělec, řezník a hostinský a tyto profese převzal i jeho syn Karl Adolf Turba, který se v roce 1912 oženil s Marií Annou rozenou Worschech. Po smrti svého muže v roce 1934 Maria Anna zůstala na hospodářství sama se synem Ernstem, který později jako mladý příslušník wehrmachtu padl ve věku 22 let během druhé světové války. Rod Turbů definitivně opustil dům čp. 69 a město Úterý v roce 1946, kdy byla Maria Anna Turbová jako Němka odsunuta do sovětské okupační zóny v Německu, kde později vznikla Německá demokratická republika.
V druhé polovině 20. století dům zůstal neobydlený a postupně chátral. Interiéry domu využívalo místní jednotné zemědělské družstvo jako skladové prostory, sklady zde měla později také úterská farma Státního statku Bezvěrov  –  například v evidenčním listu kulturní památky z roku 1970 je uvedeno, že dům je opuštěný.
Nakonec se zde vystřídali dva soukromí vlastníci, kteří dům využívali pro rekreační účely. Objekt však nebyl udržován a chátrání pokračovalo. V roce 2014 se zřítila klenba průjezdu a následně se do tohoto centrálního prostoru začaly hroutit obě části domu, severní i jižní, takže domu hrozila demolice. Navíc se dům čp. 69 v té době dostal do exekuční dražby. Ve zmíněné dražbě nakonec Turbovnu v roce 2015 získal Úterský spolek Bart, jehož členové ihned zahájili opravy této kulturní památky. Spolek zároveň začal v Turbovně pořádat akce pro veřejnost, např. tzv. Svátek sousedů nebo filmová promítání. Cílem spolku je v budoucnu využívat Turbovnu jako komunitní dům a prostor pro setkávání veřejnosti. Na záchranu Turbovny přispěl Plzeňský kraj, Místní akční skupina Kraj živých vod, město Úterý, Ministerstvo kultury ČR, Nadace Via, Program rozvoje venkova, Integrovaný regionální operační program a celá řada dalších podporovatelů a individuálních dárců.

## Popis
Jádro domu je goticko-renesanční z doby před rokem 1600. Později kolem roku 1700 dům prošel barokní přestavbou a v 19. století byl upraven klasicistně. Památkově chráněný areál Turbovny zahrnuje kamenný dům, dvůr a chlévy. Dům se zvýšeným přízemím stojí na sevrozápadním nároží úterského náměstí na půdorysu ve tvaru „L“. Na jedné straně domu je šest okenních os a na jižní straně, obrácené do náměstí, je okenních os sedm. Na jižní křídlo v podélné ose navazuje novodobě upravený pozůstatek původního chléva.
Okna mají rámy, profilované štukovými lištami a podokenní římsy. Středem mezi jižním a severním traktem domu vede plochostropý průjezd. Větší místnosti jsou plochostropé s trámovými stropy, některé další mají valenou klenbu. Pod domem jsou rozsáhlé sklepy. ve spodní úrovni vytesané ve skále. Vstup do sklepů je strmým schodištěm z průjezdu. Sklepy jsou kamenné, valeně klenuté, v jedné jejich části je starý trámový strop. Na čp. 69 navazuje torzo domu čp. 70, tvořené zbytky kamenné obvodové zdi. Do dvora Turbovny zasahují torza zdí ze zaniklého sousedního domu a havarijní objekty z čp. 71.

## Turbovna ve filmu
Na přelomu milénia dům posloužil při natáčení mnohadílného televizního seriálu režiséra Hynka Bočana Zdivočelá země  podle románů Jiřího Stránského Zdivočelá země a Aukce, kde představoval exteriér hostince U bílého koníčka ve fiktivní obci Svatý Štěpán.

## Galerie

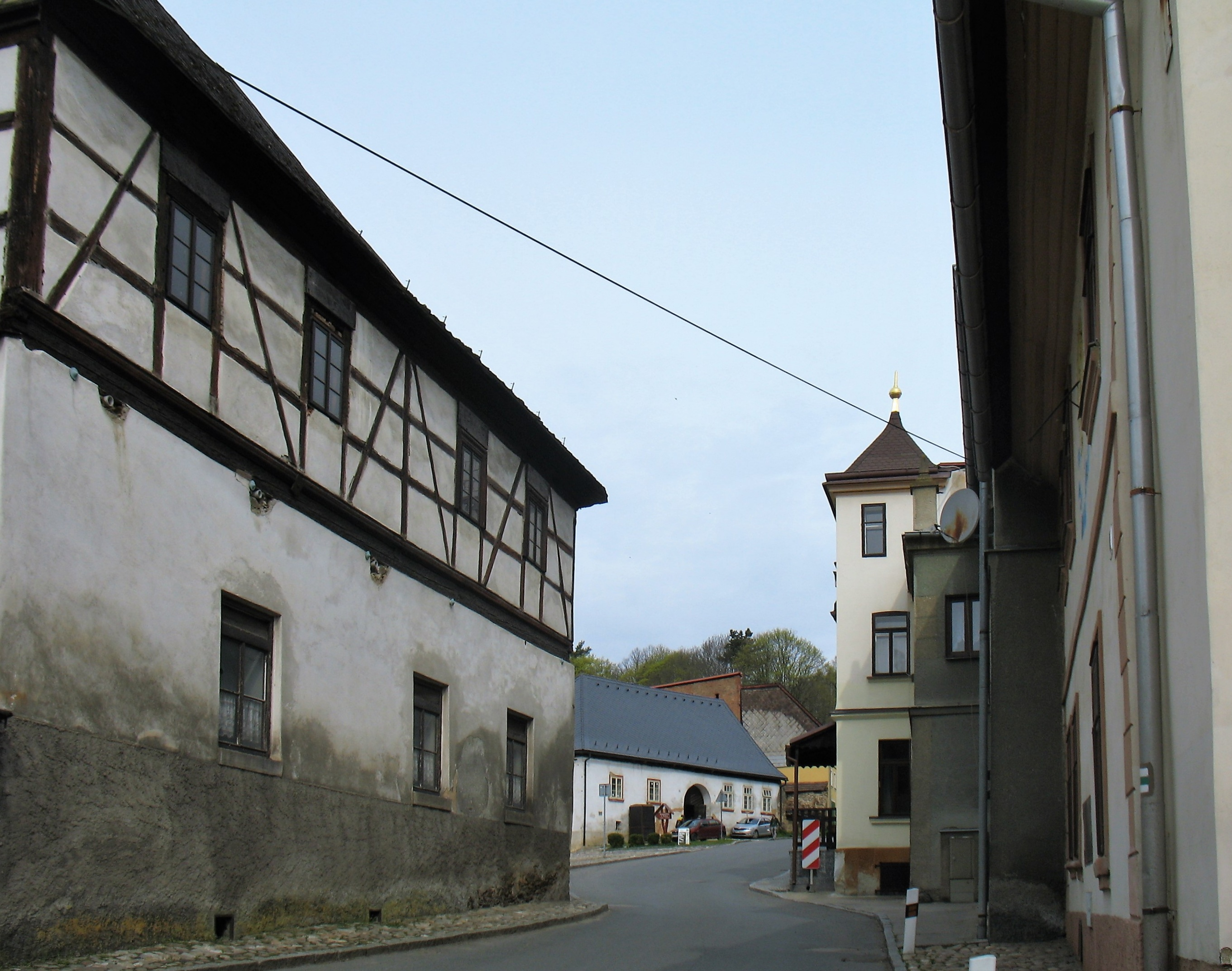
Průchod na náměstí mezi domy čp. 123 a 95
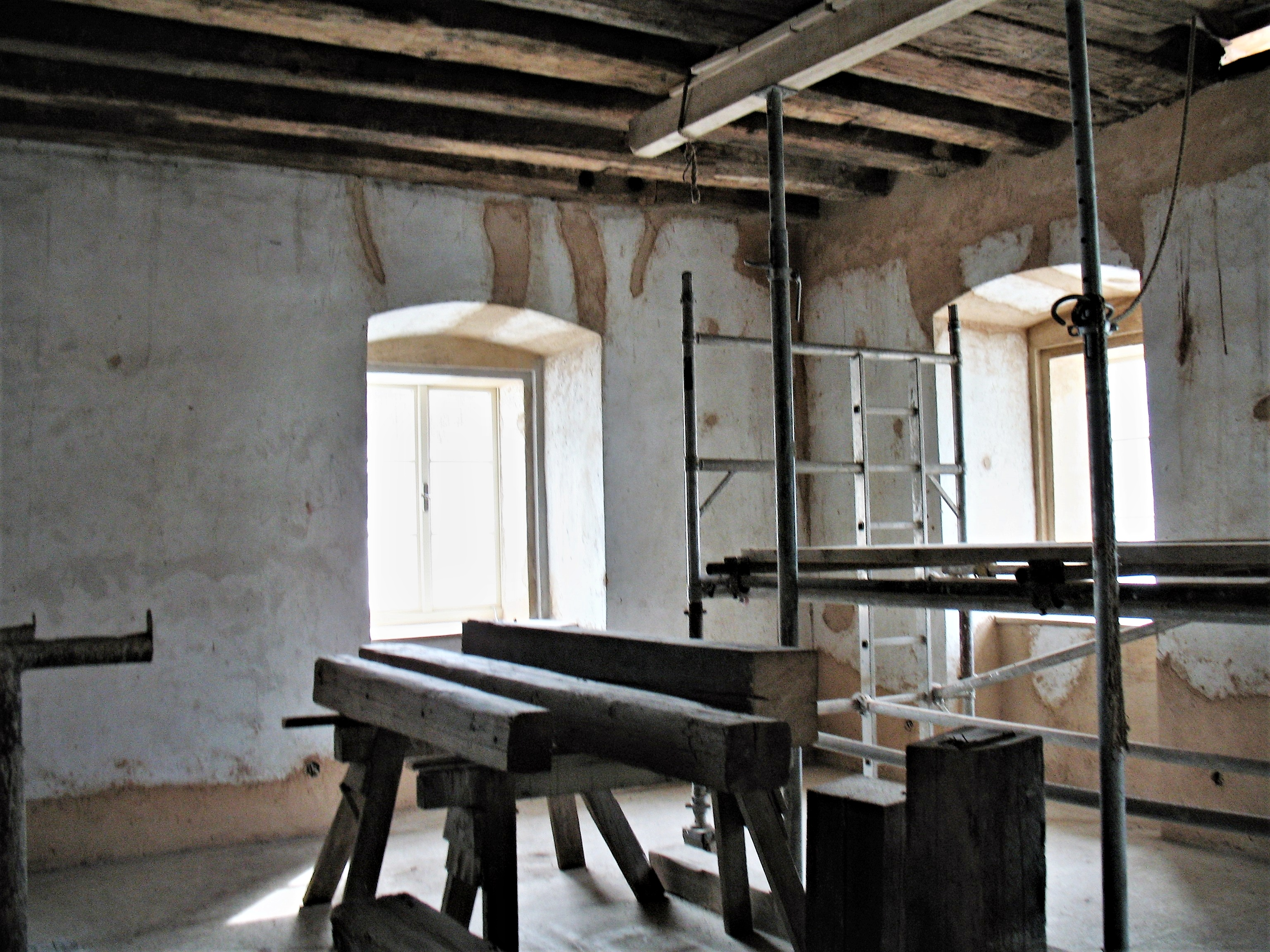
Rekonstrukce interiéru Turbovny (květen 2023)
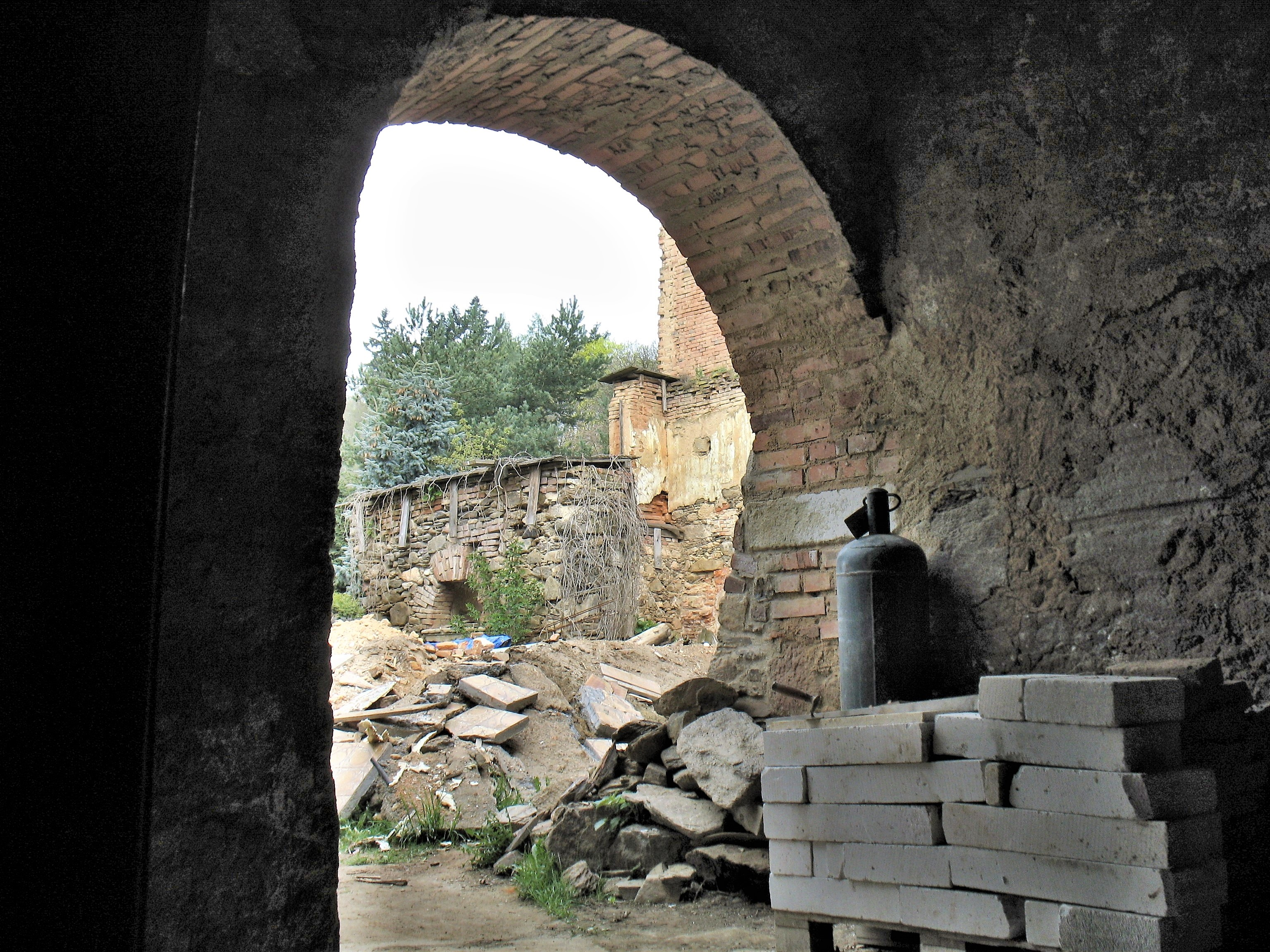
Pohled z průjezdu do dvora
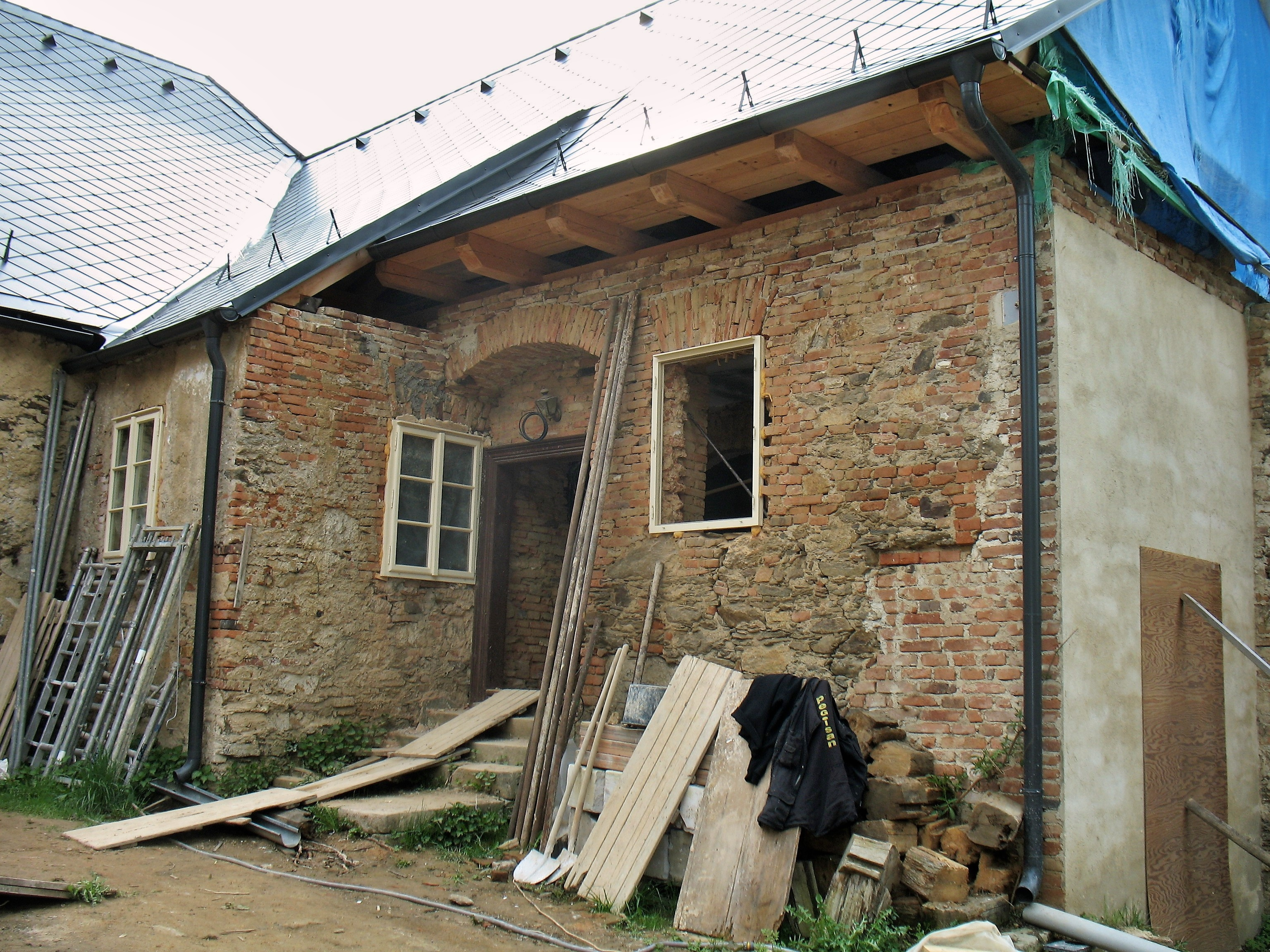
Stavby ve dvoře Turbovny
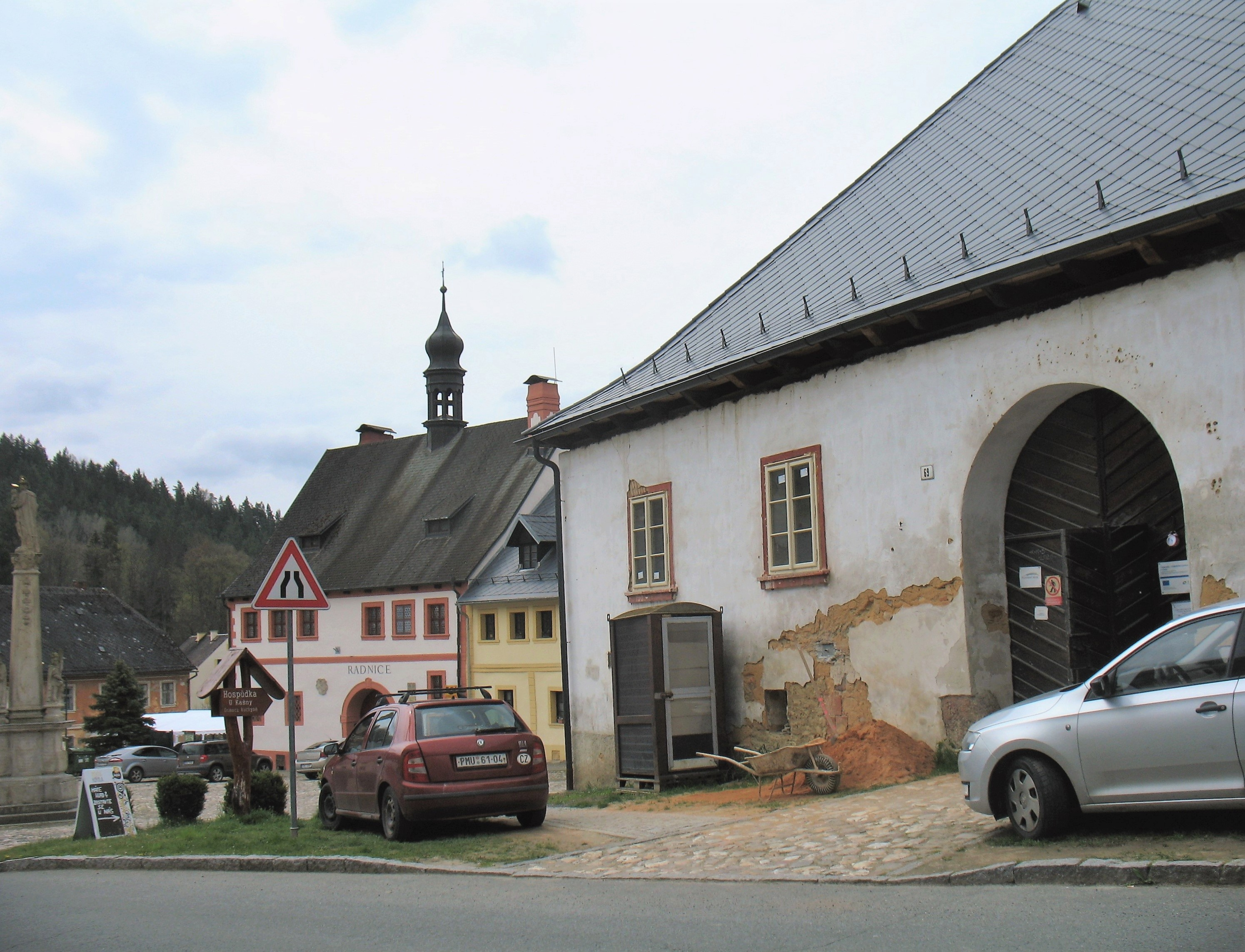
Pohled od Turbovny směrem k radnici